# Алгоритм Fortuna
Fortuna — это семейство криптографически стойких генераторов псевдослучайных чисел. Алгоритм разработан Брюсом Шнайером и Нильсом Фергюсоном и впервые описан в их книге «Практическая криптография». По словам авторов, алгоритм был создан во время работы над книгой и является значительным усовершенствованием алгоритма Ярроу.

## Структура алгоритма
Система Fortuna состоит из трёх частей:
- Собственно генератор, инициализируемый начальным числом (англ. seed) фиксированной длины и выдающий произвольное количество псевдослучайных бит.
- Аккумулятор энтропии, собирающий случайные данные из различных источников и изменяющий начальное число генератора всякий раз, когда накоплено достаточное число энтропии.
- Система управления файлом начального числа, обеспечивающая возможность генерации псевдослучайных чисел непосредственно после перезагрузки компьютера.

### Генератор
В качестве генератора можно использовать любой безопасный блочный шифр (в книге «Практическая криптография» предлагаются такие шифры, как AES (Rijndael), Serpent и Twofish) в режиме счётчика. Иными словами, в ответ на каждый запрос пользователя/приложения генератор производит псевдослучайные данные посредством шифрования последовательных натуральных чисел (значений счётчика). При этом в качестве исходного ключа используется начальное число, а после каждого запроса происходит обновление ключа: алгоритм генерирует 256 бит псевдослучайных данных с помощью старого ключа и использует полученное значение в качестве нового ключа. Это делается для того, чтобы злоумышленник не смог узнать предыдущие состояния генератора, даже если ему стало известно текущее состояние после очередного запроса. Кроме того, блочный шифр в режиме счётчика производит неповторяющиеся 16-байтовые блоки с периодом 2128 в то время, как в истинных случайных данных при таких длинах последовательности с большой вероятностью должны встречаться одинаковые значения блоков. Поэтому для улучшения статистических свойств псевдослучайной последовательности максимальный размер данных, которые могут быть выданы в ответ на один запрос, ограничивается 220 байт (при такой длине последовательности вероятность найти одинаковые блоки в истинно случайном потоке составляет порядка 2−97).

### Аккумулятор энтропии
Аккумулятор собирает истинно случайные данные из внешних источников энтропии и равномерно распределяет их по 32 пулам (англ. pool).